# Старогрчка математика
Грчка математика је израз којим се описује математика заснована на грчким текстовима и развијена од 7. века п. н. е. до 4. века н.е. дуж источних обала Медитерана. Грчки математичари су живели у различитим градовима дуж целог Источног Медитерана, од Италије од Северне Африке, али их је уједињавала заједничка култура и језик. Грчка математика у периоду иза Александра Великог се понекад назива хеленистичка математика. Израз " математика " потиче од старогрчке речи ' ' μαθημα ' ' (матхема), што значи " предмет упура ". Проучавање математике ради самог проучавања те коришћење уопштених математичких теорија и доказа је главна разлика између грчке математике и математика развијених у претходним цивилизацијама.